# سفارة باكستان في فرنسا
سفارة باكستان في فرنسا هي أرفع تمثيل دبلوماسي لدولة باكستان لدى فرنسا. تقع السفارة في وهي تهدف لتعزيز المصالح الباكستانية في فرنسا.

## وصلات خارجية
- الموقع الرسمي
- قائمة سفارات باكستان
- قائمة السفارات في فرنسا